# Shangri-La Dee Da
| Recensione           | Giudizio    |
| -------------------- | ----------- |
| Metacritic           | 72/100      |
| AllMusic             |             |
| Entertainment Weekly | C+          |
| Mojo                 |             |
| NME                  |             |
| PopMatters           | [ 4 ] [ 7 ] |
| Q                    | [ 4 ]       |
| Rolling Stone        |             |
| Yahoo! Music UK      |             |

Shangri-La Dee Da è il quinto album in studio del gruppo musicale statunitense Stone Temple Pilots, pubblicato il 19 giugno 2001 dalla Atlantic Records.

## Descrizione
Alla fine del 2000, Scott Weiland annunciò che gli Stone Temple Pilots stavano pianificando di registrare un doppio album. Poco dopo l'inizio dei lavori, il bassista Robert DeLeo disse che l'idea poteva essere messa in atto, tuttavia l'etichetta discografica non approvò.
Durante la registrazione dell'album, il gruppo lavorò a un documentario e a un coffee table book. Nessuno dei due venne mai pubblicato, e una quantità limitata di video delle registrazioni venne resa pubblica sul sito ufficiale del gruppo. Shangri-La Dee Da, nonostante la certificazione oro da parte della RIAA e della Music Canada, fu una delusione commerciale, dopo il successo dei precedenti quattro album.

### Documentario
Chapman Baehler filmò un documentario dietro le quinte mentre il gruppo registrava il disco nella loro villa, adibita a studio di registrazione. Secondo Baehler, il documentario avrebbe dovuto essere una versione moderna del documentario sui The Beatles del 1970 Let It Be - Un giorno con i Beatles.

## Apparizioni in altri media
- Una versione live di Long Way Home appare in alcune versioni della raccolta Thank You.
- Una versione live di Wonderful appare nell'album The Family Values 2001 Tour, con alla voce Chester Bennington.

## Tracce
Testi di Scott Weiland.
1. Dumb Love – 2:52 (musica: Scott Weiland, Dean DeLeo)
2. Days of the Week – 2:35 (musica: Scott Weiland, Dean DeLeo)
3. Coma – 3:41 (musica: Scott Weiland, Dean DeLeo, Robert DeLeo)
4. Hollywood Bitch – 2:44 (musica: Scott Weiland, Robert DeLeo)
5. Wonderful – 3:47 (musica: Scott Weiland, Robert DeLeo)
6. Black Again – 3:27 (musica: Scott Weiland, Dean DeLeo, Robert DeLeo)
7. Hello It's Late – 4:22 (musica: Scott Weiland, Robert DeLeo)
8. Too Cool Queenie – 2:47 (musica: Scott Weiland, Dean DeLeo)
9. Regeneration – 3:55 (musica: Scott Weiland, Dean DeLeo)
10. Bi-Polar Bear – 5:04 (musica: Scott Weiland, Dean DeLeo)
11. Transmissions from a Lonely Room – 3:15 (musica: Scott Weiland, Robert DeLeo)
12. A Song for Sleeping – 4:15 (musica: Scott Weiland, Robert DeLeo)
13. Long Way Home – 4:33 (musica: Scott Weiland, Dean DeLeo)

## Formazione
- Scott Weiland – voce, tastiera
- Dean DeLeo – chitarra
- Robert DeLeo – basso, percussioni (tracce 4,5 e 7), chitarra (tracce 4 e 5), chitarra acustica (tracce 5, 7 e 12), tastiera (tracce 5 e 7), pianoforte (traccia 6), arpa (traccia 10), sitar elettrico (traccia 11)
- Eric Kretz – batteria, percussioni (tracce 4, 9, 10 e 12), tastiera (traccia 5), banjo (traccia 10)

## Classifiche
| Classifica (2001) | Posizione massima |
| ----------------- | ----------------- |
| Canada            | 5                 |
| Stati Uniti       | 9                 |